# Galería biográfica de artistas españoles del siglo XIX
Galería biográfica de artistas españoles del siglo XIX es un diccionario biográfico de Manuel Ossorio y Bernard publicado primero en 1868-1869 y luego revisado en 1883-1884.

## Descripción

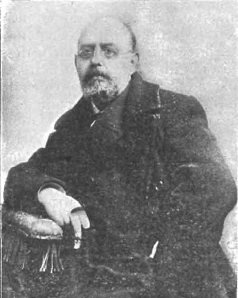
Manuel Ossorio y Bernard, autor de la obra

Se trata de una obra que recopila breves extractos biográficos de toda clase de artistas de España del siglo XIX, incluidos pintores, escultores, cinceladores, plateros y grabadores, entre otros. En la introducción a la primera edición, la de 1869, impresa por Ramón Moreno, Ossorio y Bernard asegura que la idea para la galería nace de la obra de Juan Agustín Ceán Bermúdez, que no había reseñado la vida de aquellos que aún vivían llegado ya el siglo XIX. «Mi primitiva idea se redujo por lo tanto en un principio a corregir los errores del citado Diccionario y aumentarlo con las noticias de los profesores que, viviendo en tiempo de Ceán Bermúdez, no habían sido incluidos en su obra, y publicar mis observaciones en forma de apéndice a la misma; pero pronto hube de aficionarme a las investigaciones de esta índole, y ampliando definitivamente mi pensamiento, cedí en mi empeño de notar omisiones y dediqué todas mis fuerzas a allegar materiales, para quien con más talento y fortuna lograse formar un Diccionario general y completo desde las épocas más oscuras del arte español hasta nuestros días», asegura el autor. A partir de un listado que esbozó con los artistas mencionados por Ceán, fue completando la relación cotejándola con catálogos de museos provinciales y de coleccionistas particulares, así como los elaborados por exposiciones públicas. Admite, aun así, «que no está hecho todo el trabajo». «[...] Pero mi posición social, algo menos que modesta, y la triste convicción de que mis esfuerzos no se verían nunca recompensados por el favor del público, más aficionado a las peripecias de una novela terrorífica que a la tranquila marcha de un Diccionario de esta clase, me impulsaron a darle punto y emprender la redacción de sus numerosos artículos», apostilla.
En la introducción a la edición revisada y completada, impresa en 1884 por la matritense Moreno y Rojas, asegura que «la nueva edición puede conceptuarse como un libro completamente nuevo, pues abraza todas las noticias bibliográfico-críticas hasta fin del año 1883, y aparece ilustrada con retratos y reproducciones de las obras más notables de la pintura y estatuaria moderna». Esta segunda edición incluye un apéndice con algunas entradas corregidas. «Véndese esta obra al precio de 23 pesetas encuadernada a la rústica y 25 en tela, en las principales librerías», se especifica en una de las últimas páginas del libro.